# Liste der Monuments historiques in Savigny (Haute-Marne)
Die Liste der Monuments historiques in Savigny führt die Monuments historiques in der französischen Gemeinde Savigny auf.

## Liste der Immobilien
| Bezeichnung    | Beschreibung            | Standort               | Kennzeichnung | Schutzstatus | Datum | Bild |
| -------------- | ----------------------- | ---------------------- | ------------- | ------------ | ----- | ---- |
| Friedhofskreuz | aus dem 18. Jahrhundert | Rue du Festival (Lage) | PA00079238    | Inscrit      | 1929  |      |